# Grand Rapids Rampage
Grand Rapids Rampage to drużyna halowego futbolu amerykańskiego z siedzibą w mieście Grand Rapids w stanie Michigan. Drużyna została założona w 1998 roku i występuje w zawodowej lidze Arena Football League. Największym osiągnięciem zespołu jest zdobycie mistrzostwa ligi AFL w 2001 roku.